# Zweck
Als Zweck (veraltend Behuf [aus mittelhochdeutsch behuof], altgriechisch τέλος telos, auch ἕνεκα, οὕνεκα héneka, hoúneka, lateinisch finis, englisch purpose) wird der Beweggrund (lateinisch movens) einer zielgerichteten Tätigkeit oder eines Verhaltens verstanden.
Das Ziel (altgriechisch τέλος telos) als Anlass für eine Handlung wird als Zweck- oder Finalursache (lateinisch causa finalis) bezeichnet. In der mit der Formulierung des Ziels einhergehenden Ziel- oder Zwecksetzung muss unterschieden werden zwischen
1. einer Vorstellung der Wirkung der zielgerichteten Handlung,
2. dem Bestreben, dieses Ziel über die reine Vorstellung oder Imagination hinaus Wirklichkeit werden zu lassen und
3. die Imagination eines Mittels, das formulierte Ziel zu erreichen.

In der Verwirklichung des Ziels (Zweckverwirklichung) werden folgende Schritte unterschieden:
1. die Idee einer Wirkung,
2. die Aktivierung einer Ursache oder eines Mittels und
3. das Eintreten einer Wirkung oder die Verwirklichung des Zwecks. (Friedrich Kirchner, Carl Michaëlis)

Ein Zweck wird also in seinen kausalen Verhältnissen definiert und ist abhängig von einem die Zwecksetzung und -verwirklichung kalkulierenden Willen. In dieser Kausalität geht der Zweck dem gewählten Mittel – dem zwischen Zweck und Wirkung liegenden –, dem die Wirkung oder das Ziel folgt, voraus. Wer also den Zweck will, muss auch die „zweckmäßigen“ Mittel wollen. Für Immanuel Kant ist der Zweck in der Einleitung der Kritik der Urteilskraft demnach „der Begriff von einem Objekt, sofern er zugleich den Grund der Wirklichkeit dieses Objektes enthält“. In diesem Sinne ist die Verwirklichung eines Zweckes immer ein kausaler Prozess, der final determiniert ist und die Zweckmäßigkeit der Mittel bestimmt.
In kausalen Zusammenhängen ist der Zweck das Ergebnis von Ursache und Wirkung. Wird Zweck dagegen bewusstseinsimmanent betrachtet, also in der Antizipation im Bewusstsein und nicht als äußere Wirkung, stellt er sich als Ergebnis einer teleologischen Ordnung von Mittel und Zweck, als Beleg einer angenommenen Finalität dar, in der die Zweckmäßigkeit bestimmt ist durch einen zielgerichteten Entwicklungsprozess. Grundsätzlich besteht kein Widerspruch zwischen Kausalität und Teleologie, da nur der Schwerpunkt der Beobachtung verlagert wird. Entweder wird eine Entwicklung als Ergebnis von Ursache und Wirkung, oder aber als notwendige Bewegung auf ein vorbestimmtes Ziel metaphysischen Ursprungs, ein Telos hin verstanden.
Diese Zielsetzung ist also mithin abhängig von einem Bewusstsein, das sich und anderen Zwecke bestimmt, wobei diese Tätigkeit zum Muster der Zwecksetzung allgemein und auf eine Welt außerhalb des Bewusstseins übertragen wird. Die verschiedenen Epochen der Philosophie- und Wissenschaftsgeschichte sind gekennzeichnet durch diese Bewegungen der Übertragung, respektive durch eine Abwehr derselben.

## Der Zweckbegriff in der antiken Philosophie
Anaxagoras hat als erster in der Antike einen die Welt nach Zwecken gestaltenden Geist in die Philosophie eingeführt. Allerdings wird hier die Welt noch nicht nach einem teleologischen Muster organisiert. Sokrates dagegen begründet die Zweckmäßigkeit der Welt anthropozentrisch, wie es später auch die Stoiker tun, indem der in der Weltordnung verborgene Zweck auf den Menschen und sein Tun bezogen wird. Für Platon ist die zweckmäßige Gestaltung der Welt in der Idee und der Materie angelegt, sodass jede Entwicklung diesen dort wirkenden Notwendigkeiten quasi automatisch folgen muss (Timaios, Philebos).
Maßgeblich für die Entwicklung des Zweckbegriffs in der Philosophie- und Wissenschaftsgeschichte ist jedoch Aristoteles, der die Zweckursache zu den Prinzipien der Dinge rechnet und grundsätzlich vier Ursachen (αἴτια [aitia]) unterscheidet:
1. woraus wird etwas (ἔξ ὧν [ex hon]),
2. was ist es der Form oder dem Muster nach (τί ἦν εἶναι [ti en einai]),
3. wo hat es seinen Ausgangspunkt (ἔξ οὗ [ex hou]) und
4. zu welchem Zweck ist etwas (οὗ ἕνεκα [hou heneka]) (Metaphysik, Buch V., Kap. 2; 1013a).

Auch Aristoteles geht dabei von einer teleologischen Entwicklung aus, denn der Zweck, der eins mit der Form der Dinge ist, bestimmt aus den Dingen heraus ihre Entfaltung, ihr Werden in der Wirklichkeit aus einer angelegten Möglichkeit. Dieser in den Dingen angelegte Zweck ist ihr Telos und so ist jede „natürliche“ Entwicklung zweckmäßig und gut, denn in der Natur kann nichts ohne Zweck geschehen. Letzter Zweck ist der Gott oder das Schönste und Beste, angelegt in den Prinzipien und damit in den Dingen selbst (Metaphysik, Buch XII, Kap. 7; 1072b). Das Wesen der Dinge drückt sich in ihrer Erscheinung und Form aus und ist zugleich Zweck und Ursache des Werdens und der Entwicklung (Entelechie). Diese Entwicklung aber kann „zufällig“ durch die Materie behindert werden, sodass das Zweckmäßige sich nicht entwickeln kann.

## Mittelalter
Die in der Scholastik stattfindende „Wiederentdeckung“ der aristotelischen Texte steht ganz im Zeichen des Christentums und sucht in den Texten der Antike nach einer philosophischen Begründung christlichen Denkens. Die Ende des 12. Jahrhunderts, Anfang des 13. Jahrhunderts einsetzende Auseinandersetzung mit der arabischen Welt, vor allem in Spanien und deren Lektüre und Kommentare der aristotelischen Texte, ist nicht unumstritten und wird in Paris 1210 erst einmal misstrauisch verboten. Die Übersetzungen der griechischen Texte aus dem Arabischen eröffnen dem Mittelalter jedoch eine Fülle neuen Wissens, die in der Folge nicht mehr aus dem scholastischen Wissenschaftsbetrieb wegzudenken ist. Vor allem zeigt sich aber, dass sich gerade die Metaphysik Aristoteles hervorragend dazu eignet, die christliche Heilserwartung zu begründen. Allerdings erfahren die aristotelischen Schriften eine dazu notwendige Uminterpretation, die sich schon in deren Übersetzungen zeigt. Die vier Ursachen des Aristoteles werden diskursbestimmend mit causa materialis, causa movens (oder: causa efficiens), causa formalis und causa finalis übersetzt und gerade im Begriff des causa finalis zeigt sich die Wendung, die der Zweckbegriff in der christlichen Scholastik nimmt. Im theologischen Diskurs des Mittelalters wird aus der Teleologie der Natur, die Vorsehung eines Schöpfers, der in seiner Allwissenheit auch die Zukunft kennt. Die christliche Eschatologie, die Lehre von den letzten Dingen, findet im Begriff des causa finalis eine philosophische Begründung des teleologischen Ziels, auf das hin sich alles entwickelt. In dem Begriff der „Zweckursache“ wird hier zum einen die kausale, zum anderen die finale Determination markiert und auf diesen so – als kosmisches Universalprinzip – bestimmten finis ultimus bewegt sich alles Seiende, bewusst oder unbewusst, aus seiner Entelechie zu. Diese Entwicklung gestaltet sich dabei so, als ob ein finaler Zweck – wie der Heilsplan Gottes – retroaktiv zur Ursache des Handelns wird. Die Zweckmäßigkeit der Welt wird aus dem Wesen Gottes abgeleitet und im Zentrum dieser sichtbaren Ordnung steht der Mensch. Damit wird eine Tradition begründet, nach der alles Geschehen in der Welt von diesem Ziel aus retrospektiv erklärt wird und die erst mit der Evolutionstheorie Charles Darwins ein wissenschaftsgeschichtliches Ende findet.

## Neuzeit
Es ist diese Orientierung auf einen letzten Zweck hin, der in den verschiedenen Varianten der Teleologiekritik in den Wissenschaftstheorien begegnet wird. Auch wenn Giordano Bruno noch die Zweckmäßigkeit der Welt beschreibt, stellt sich für die Renaissance eine so begründete Teleologie als retroaktiver causa movens (Stephen Toulmin) dar und es wundert nicht, dass die mathematisch-mechanistischen, auf Kausalitäten gegründeten Philosophien der Zeit, eine solche Begründung der Dinge und ihrer Entwicklung ablehnen. Prominent werden die Ansätze Francis Bacons, René Descartes’ und Baruch de Spinozas, während noch Gottfried Wilhelm Leibniz darum bemüht ist, ein mechanistisches Weltbild mit dem der Teleologie zu verbinden: La source de la mécanique est dans la métaphysique, wonach sich für Leibniz die Prinzipien der Physik nicht aus deren Gesetzen ableiten lassen, sondern auf eine höhere Intelligenz verweisen müssen.
Für Immanuel Kant werden die Zwecke in die Objekte der Beobachtung projiziert und sind „kein Bestandteil der Erkenntnis des Gegenstandes“. Durch diese Projektion erscheinen die empirischen Gesetze der Natur, als seien sie von einem höheren Verstand so angelegt wie sie sind, weshalb ein angenommener Naturzweck der Dinge nur regulativer Begriff für die Urteilskraft sein könne, nicht aber konstitutiver Begriff der Vernunft. Dieser regulative Begriff muss als Element der reflektierenden Urteilskraft Bestand haben, weil für Kant die Entstehung der Dinge mit mechanistischen Ursachen allein nicht zu erklären ist (Krit. d. Urt., I. c. § 77). Der Mensch und die Natur existieren in seiner „Grundlegung zur Metaphysik der Sitten“ als „Zweck an sich selbst“ (Grundlg. z. Met. d. Sitt. Abs. 2). Für den Deutschen Idealismus sind Mechanismus und Teleologie in einem höheren Prinzip vereinigt, weshalb für Johann Gottlieb Fichte jedes organisierte Produkt der Natur sein eigener Zweck ist, für Friedrich Wilhelm Joseph Schelling die Zweckmäßigkeit der Dinge unabhängig ist vom Mechanismus, und Ursache und Wirkung in einer Gleichzeitigkeit vereint sind. Für Georg Wilhelm Friedrich Hegel ist der Zweckbegriff eine einfache Bestimmtheit der Dinge und in diesen selbst angelegt.

## Der Zweckbegriff in der Ethik
Mit der besonderen Definition der „Zweckursache“ in der Scholastik als finis ultimus, eröffnet sich eine ethische Fragestellung, in der das Objekt als Zweck einer Handlung im Mittelpunkt steht. Die moralische Qualität einer Handlung ist mithin abhängig von diesem Objekt und unter einer teleologischen Perspektive wird eine Hierarchie der ethischen Zwecke eröffnet, die sich notwendig an der Distanz zu dem in Gott bestimmten Endzweck orientiert. Das handelnde Subjekt ist zwar teleologisch determiniert, doch besteht seine Freiheit in der Möglichkeit, die von ihm und anderen gesetzten Zwecke und den Endzweck zu erfüllen. Aus diesem Grund kann es für ein so bestimmtes Subjekt keine Adiaphora, keinen sittlich neutralen Wert geben, der gleichgültig zu behandeln wäre, wie noch in der Stoa, da alles in Bezug auf den einen Endzweck beurteilt wird (Thomas von Aquin, Sum. th. I/II, 18). Mit der teleologischen Bestimmtheit des sittlich Guten ist deshalb auch der Satz von der Heiligung der Mittel durch den Zweck nicht vereinbar, da auch der Zweck in seiner Distanz zur causa causarum, dem Zweck der Zwecke, bewertet wird. Die so entstehende teleologische Zweckethik sichert die moralische Qualität des Werkes und formuliert als Kern eines jeden Gesetzes das für die Gemeinschaft Gute, das bonum comune (Thomas von Aquin, Sum. th. I/II, 90). In diesem Sinne eröffnet Aquin eine Unterscheidung zwischen dem objektiven und dem subjektiven Zweck, um die besonderen Umstände einer Handlung berücksichtigen zu können. Der der Handlung immanente Zweck auf das Gute hin und die subjektive Intention decken sich allerdings nur im Idealfall, wodurch die Hierarchie der Zwecke entsteht.
Für Immanuel Kant ist der Mensch Zweck an sich und Endzweck, wodurch jede Ethik an den Menschen und seinen Willen gebunden wird. Dadurch spielt der ethische Zweckobjektivismus der traditionellen Moral keine Rolle mehr, als die besondere Gesinnung die zu einer Handlung führt, zu einer Bewertung derselben herangezogen wird. Ethisches Handeln wird in Kants Lehre nach dem Kategorischen Imperativ bewertet, nach welchem die eigene Person und die anderer „zugleich als Zweck, niemals bloß als Mittel“ behandelt werden soll.
Da der Mensch aus seiner Vorstellung der Wirkung seiner zielgerichteten Handlung heraus agiert, niemals aber über die dazu rechten Mittel im Voraus verfügen könne, da das sittliche Wissen „grundsätzlich nicht die Vorgängigkeit eines lehrbaren Wissens“ habe (Hans-Georg Gadamer), sei das sittliche Leben im Ganzen immer nur ein Entwurf, der in einem Netz von Zwecken und Mitteln entstehe und in dem der Menschen, der Zweck an sich sei, im Mittelpunkt stehe und so auf die geschichtliche Welt Einfluss nehme.

## Der Zweckbegriff in den Naturwissenschaften
Das gesamte naturwissenschaftliche Weltbild des 19. Jahrhunderts ist charakterisiert durch eine streng materialistisch-kausalistische Einstellung.
So drückt sich dies in der Biologie vor allem in der strikten Ablehnung jeder finalen oder teleologischen Betrachtungsweise aus. Wie Ernst Mach einmal zu Beginn einer Vorlesung gesagt haben soll: Man dürfe nicht fragen, zu welchem Zweck das Auge so gebaut ist, sondern nur nach Ursachen fragen, weil die „wissenschaftliche Kirche“ Fragen nach dem Zweck verbiete. Bis heute werden nur vereinzelt in der theoretischen Biologie auch Ziel- oder Zweckbestimmungen integriert. Gleichwohl bildete die Biologie in der zweiten Hälfte des 19. Jahrhunderts, speziell durch ihre Lehre von der Evolution der Organismen, den Ausgangspunkt einer Änderung der anti-metaphysische und -teleologische Betrachtungsweise des Zweckbegriffs in der Naturwissenschaft. In das Zentrum der Beobachtung rücken dabei zwei Probleme, die Aristoteles nicht zum Thema gemacht hatte:
1. wie lassen sich die „zweckdienlichen“ Mechanismen organischer oder physiologischer Systeme erklären und
2. wie die Vielfalt der Arten?

1876 hatte Claude Bernard gezeigt, dass Systeme genügend hoher Komplexität in der Lage sind, ziel- oder zweckabhängige Prozesse zu steuern und z. B. in warmblütigen Organismen für eine situationsabhängige Regulation der Körpertemperatur zu sorgen. Hatte Aristoteles in lebenden Organismen eine invariable Essenz, ein den Arten innewohnendes Wesen angenommen und damit jede mögliche Entwicklung von diesem festgeschriebenen Wesen abhängig gemacht, zeigte dagegen Charles Darwin 1859, dass die Entstehung und die Entwicklung von Arten und Variationen umweltabhängig zu erklären sind und einem „natürlichen“ Optimierungsprozess folgen. Durch die Selektion deutet Darwin Entwicklungsabläufe kausal; bei Evolution findet die Selektion immer erst hinterher statt. Da es sich bei beiden um „unbewusste“ Prozesse handelt, hätte die Annahme eines alles steuernden Prinzips nahegelegen. Da aber eine in der Physik mechanistisch organisierte Welterklärung nicht zulassen kann, dass das Ursache-Wirkungs-Verhältnis umgekehrt wird und die Ursache nach der Wirkung auftritt, gleichzeitig aber auch kein kosmisches, steuerndes Universalprinzip angenommen werden konnte, mussten Regelungsprozesse im System-Umwelt-Verhältnis angenommen werden. In beiden Beispielen wird deutlich, dass kausale Faktoren von außerhalb der Systeme Auswirkungen auf deren zweckabhängigen Prozesse haben und diese in einer System-Umwelt-Koppelung gesteuert werden. In solchen zielgerichteten und final determinierten Prozessen – im Falle Bernards ist dies die Homöostase, die Regelung eines inneren Milieus, im Fall Darwins die über Generationen erreichte optimale Umweltanpassung der Arten – zeigt sich der Zweck als die Realisierung eines Zieles, ohne dass ein Telos als kosmologisches Prinzip oder ein „retroaktiver Kausalzusammenhang“ angenommen werden muss. Um diese Konnotation, die seit der Scholastik immer mit dem Begriff der Teleologie verbunden ist, zu vermeiden, bezeichnet sie Stephen Toulmin als „telische“ (telic), Colin S. Pittendrigh als „teleonome“ Prozesse.
In dem Zeitraum zwischen Darwins und Bernards Entdeckungen und den Anfängen der Kybernetik in den 1940er Jahren wurden drei Bereiche biologischer Phänomene aufgezeigt, die teleonome Prozesse aufweisen:
1. die homöostatische Teleonomie physiologischer Systeme,
2. die programmierte Teleonomie molekular kontrollierter Morphogenese und
3. die ökologische Teleonomie der natürlichen Auslese.

Als vierter bekannter teleonomischer Prozess wäre die in der Antizipation eines Ziels angelegte, bewusste Kalkulation und Handlung eines Menschen zu nennen. All diese Prozesse zeichnen sich durch adaptives Verhalten in einem System-Umwelt-Verhältnis aus (Humberto Maturana, Francisco J. Varela). Die Entdeckung der grundlegenden Bedeutung von adaptiv-regulativen Prozessen im Verhältnis von Systemen zu ihrer Umwelt, haben jedoch nicht nur in den Naturwissenschaften paradigmatische Folgen gehabt, sondern auch in den Humanwissenschaften, die zuerst in Person von Émile Durkheim und Talcott Parsons die Theorie homöostatischer Interaktion auf soziale Prozesse anwendeten. Ebenso wurden von Soziobiologen, in der Folge von Konrad Lorenz, vorgeschlagen, im kollektiven sozialen Verhalten von Individuen „genetisch programmierte“ Verhaltensweisen anzunehmen (Margery L. Oldfield und Janis B. Alcorn) und zur Erklärung kultureller Traditionen und sozialer Einrichtungen und deren Anpassung an veränderte Umweltbedingungen, werden evolutionär-optimierende Prozesse in Anlehnung an den Darwinismus angenommen (Stephen Toulmin, 1978).
Diese Entwicklung in Hinsicht auf Ursache und Zweck sowie deren Deutung wurden im 20. Jahrhundert durch Erkenntnisse auf dem Gebiet der Physik und hier speziell auf dem Gebiet der Quantenmechanik wesentlich verstärkt und ausgebaut, vgl. insoweit Interpretationen der Quantenmechanik.

## Kybernetik, Systemtheorie und Konstruktivismus
Während man in der Mechanik davon ausgehen kann, dass Menschen keine Maschinen ohne Zweck bauen (Gordon Pask) und dass dieser „Zweck zu etwas“ als inhärente Funktion in den Maschinen abgebildet ist, geht es der Biologie und der Kybernetik darum, wie ein Organismus in seinem Verhalten auf ein Ziel hin gesteuert ist.
Die in der Biologie aufkommende Fragestellung nach dem adaptiven und zweckbezogenen System-Umwelt-Verhältnis beobachteter Systeme und die konsequenten Veränderungen, die durch dieses Verhältnis im System und seiner Umwelt folgen, stehen auch im Kern der kybernetischen Bemühungen um Regelkreise, mit dem die teleonomen Prozesse physiologischer, sozialer und technischer Systeme beschreibbar werden. Arturo Rosenblueth, Norbert Wiener und Julian Bigelow beschreiben zu Beginn der „kybernetischen Bewegung“ 1943 Systeme, die sich zweckbezogen zu ihrer Umwelt verhalten, als solche, die über eine Rückkoppelungsschleife ihr „Verhalten“ adaptiv an dieser ausrichten und nennen dieses Verhalten teleologisch. Dabei wird offensichtlich, dass ein System, das sich zu seiner Umwelt adaptiv verhält, diese – in welcher Form auch immer – beobachten muss, um sein Verhalten, seine Handlungen an diese anpassen zu können. Das Ergebnis dieser Beobachtung wird also auf das eigene Verhalten rückgekoppelt. Diese Rückkopplung beeinflusst die eigenen Handlungen und Motivlagen u. U. maßgeblich, manchmal so sehr, dass eine Motiv- oder Zweckverschiebung stattfindet. Man spricht dann von einer Heterogonie der Zwecke (Wilhelm Wundt). Rosenblueth, Wiener und Bigelow beschreiben das durch Feedback angepasste Verhältnis zwischen System und Umwelt als eines der gegensätzlichen Beeinflussung: während der Output eines Systems dessen Umwelt manipuliert, verändern Ereignisse in der Umwelt als Input wiederum das System. Wenn diese Veränderungen in der Umwelt nicht zu direkten und strukturellen Änderungen am System führen, stellt sich hier die Frage, wie der Mensch, der als autopoietisches System strukturell geschlossen ist, durch Umweltereignisse solche Veränderungen an sich erfahren kann. Grundsätzlich geschieht dies durch die Beobachtung der Umwelt, seiner selbst und durch den Abgleich zwischen dem angenommenen Ziel eines Verhaltens und den bis zum Zeitpunkt der Beobachtung erreichten Schritten dorthin. Diese Dynamik in dem Verhältnis zwischen System, Umwelt und den angenommenen Zielen beschreiben die Autoren als „negatives Feedback“, also ein Feedback, das dazu angetan ist, das Verhalten eines Systems im Verhältnis zu seinem Ziel zu korrigieren. Dieser Ansatz macht die historische Grundlage der Kybernetik aus. Für Rosenblueth u. a. ist eine solche rückgekoppelte Beobachtung die Voraussetzung für ein zweckgesteuertes und in ihren Worten „teleologisches“ Verhalten. Um aber einen Zweck in einer sich verändernden Umgebung, in der sich auch das zweckbestimmende System verändert, verfolgen zu können, ist es u. U. notwendig Voraussagen über einen zukünftigen Zustand oder Ort eines Ziel zu treffen. Beispiel für eine solche extrapolierende Zielverfolgung ist die Katze, die eine Maus fängt, dazu aber nicht an den in der Beobachtung aktuellen Standort der Maus springt, sondern an einen antizipierten zukünftigen. Ein solches zweckbezogenes Verhalten bedient sich dabei also einer Voraussage einfacher Ordnung. Erfährt das System während seiner Zweckverfolgung aber selbst Veränderungen, ist eine Vorhersage mindestens der 2. Ordnung notwendig, da die eigenen Veränderungen in Bezug auf den Zweck in die Extrapolation eingebracht werden müssen. Dasselbe gilt auch für den Fall, dass von dem System externe Objekte genutzt werden, um seinen Zweck zu erreichen. Wirft man zum Beispiel einen Stein, um die Maus damit zu treffen, müssen zuzüglich zur Bewegung der Maus auch die des Steins mitberechnet werden. Nach Rosenbleuth u. a. zeichnet sich der Mensch vor anderen Lebewesen gerade durch die Fähigkeit aus, Voraussagen höherer Ordnung treffen zu können. Noch komplizierter wird dieses Verhältnis eines Systems zu seiner Umwelt und die damit verbundenen Beobachtungen, wenn sich das Ziel in einer Reaktion auf die Handlungen des ursprünglich handelnden Systems verändert und – wie in dem Fall an dem Norbert Wiener in den Kriegsjahren arbeitete – zum Beispiel ein Flugzeug ausweichende Bewegungen macht, um nicht von einer Flak getroffen zu werden. Auch diese Zielveränderungen, als Ergebnis einer Beobachtung von Beobachtungen, müssen extrapoliert werden.
Der Begriff der Teleologie, der von Christian Wolff 1728 eingeführt wurde, um den finalen Zweck in der Metaphysik des Aristoteles und der metaphysischen, scholastischen Auslegung zu bezeichnen, ist also von Forschern wie Wiener unter neuen Vorzeichen wieder in die wissenschaftliche Debatte eingeführt worden, um ein erweitertes Konzept von Steuerung theoretisch fundieren zu können. Ein praktisches Problem war etwa, wie man Maschinen bauen könne, die auf ein Ziel zusteuern. Dazu analysierten sie kritisch den Begriff des „Verhaltens“ (behaviour) und stellten der enggeführten Ausrichtung auf einfache Input-Output-Beziehungen eine komplexere, die spezifische Struktur und innere Organisation eines Systems reflektierende Sichtweise gegenüber, die sie unter dem Begriff „Teleologie“ subsumierten. Dabei sollte das Konzept auf einem Abstraktionsniveau beschrieben werden, das es erlaubte, „Zielstrebigkeit“ von Organismen und Maschinen gleichermaßen zu erfassen.
Für Heinz von Foerster dient der „Zweck“ vor allem auch als Erklärungsmodell von unterschiedlichem, aber auf das gleiche Ergebnis hin gerichtetem Verhalten: „Die Idee des Zwecks hat hier – aus einer Perspektive der zweiten Ordnung betrachtet – eine enorme Vereinfachung und Eindeutigkeit der Erklärungen geschaffen. Das ist der Zweck des Zwecks.“ Denn es gibt zahlreiche Phänomene in Natur und Gesellschaft, die nur mit größten Schwierigkeiten kausal erklärt werden können. Diese Beziehungen lassen sich besser mit der Annahme einer Zielstrebigkeit beschreiben.
Im Kontext der soziologischen Systemtheorie (zum Beispiel Niklas Luhmann) wird der Zweckbegriff unter funktionalen Rahmenbedingungen seines klassischen Gehalts (Entfaltung der Natur, kausale Bewirkbarkeit von Wirkungen) entkleidet und bezeichnet nunmehr die Einheit der Differenz von erstrebten und nicht erstrebten Zuständen. Unter dem funktionalistischen Paradigma wird die Setzung von Zweck-Mittel-Beziehungen als Einzeichnung von kontingenten (also funktional äquivalenten) Formen in das Medium der Kausalität verstanden. Nach Luhmann sind Zweckorientierungen nichts anderes als Regeln der Erlebnisverarbeitung bzw. der bewussten Erfassung und Vereinfachung komplexer Weltzustände. Die Rationalität der Organisation eines Systems bemisst sich nach dessen Fähigkeit zur effizienten Komplexitätsreduktion, zur schnellen Anpassung an Veränderungen in der Systemumwelt und zur Vernetzung der in seinen Teilsystemen erbrachten Leistungen.
Zwecksetzungen sind eine Eigenleistung eines Systems. Der Zweck bleibt daher an die zweckrelevanten Vorstellungen des Systems von seinem System-Umwelt-Verhältnis gebunden. In diesem Sinne werden Wertaspekte des Zweckbegriffes neutralisiert. Zweck meint nur noch die geschätzte Wirkung eines Handelns, also eines kontingent-selektiven Ereignisses. In diesem Sinne operieren Systeme grundsätzlich ateleologisch. Zwar verändern sich Systeme evolutionär, dies meint aber nur die Umformung von Unwahrscheinlichkeiten in Wahrscheinlichkeiten und keine in einem teleologischen Sinne deutbare Fortschrittsvorstellung.
Intentionalität wird dabei als simplifizierende Selbstbeschreibung eines im Medium Sinn operierenden Systems verstanden. Erst ein solches System kann sich oder einem anderen System ein Verhalten als bewusstes Handeln zurechnen, als zielgerichtet beobachten und in diesem Sinne deutend verstehen. Dabei sind die Motive selbst keine originäre Einrichtung eines psychischen Systems, sondern nach Luhmann vielmehr letztinstanzlich kommunikativ gebildet. Ein Motiv in diesem Sinne ist ein Medium struktureller Kopplung zwischen psychischen und sozialen Systemen. In sozialen Systemen werden die Erwartungen und die darauf gerichteten Handlungen nämlich durch die Unterstellung oder Zurechnung von Motiven stabilisiert. Anders als Luhmann erkennt Talcott Parsons nicht in der Kommunikation, sondern primär in den Handlungen die stabilisierenden Elemente sozialer Systeme.

## Architektur und Bildende Kunst
Eine spezielle Rolle spielt der Zweck in der Ästhetik und der Kunst. So wird grundsätzlich schon anhand des Zwecks zwischen angewandter und freier bildender Kunst unterschieden.
Für die angewandte Kunst gilt dabei meist eine klare Zweckbestimmtheit, wobei sich aber Adolf Loos in seinem Essay Ornament und Verbrechen heftig vom „sinnlosen“ Schmuck, Ornament (etwa in Architektur und Design) distanziert, die zur Erfüllung des jeweiligen Zwecks nicht notwendig seien, und somit nur ein Ärgernis darstellten. Er vertritt damit ein ähnliches Ideal wie die Schule des Bauhauses (Form follows Function). Ein reines Bedürfnis nach Schönheit allerdings, aus dem heraus eine eigentlich überflüssige ästhetische Gestaltung (z. B. im Barock) wie auch ihre Würdigung erklärt werden könnte, ist somit als alleiniger Zweck dieser „überflüssigen“ Zierrate problematisch, zudem abhängig vom jeweiligen Kunstbegriff und somit keinesfalls universal.
In der bildenden Kunst Europas wurde seit dem Humanismus die ästhetische Bildung des Menschen als Zweck der Kunst betrachtet. Kant sah in seiner Kritik der Urteilskraft das „interesselose Wohlgefallen“ als „Bestimmung des ästhetischen Urteils“. Die Theoretiker des L’art pour l’art sahen Kunst wiederum als Selbstzweck an. Bereits Heinrich Heine äußerte in einem Brief 1838: „Kunst ist der Zweck der Kunst“. In seiner Schrift Über die ästhetische Erziehung des Menschen stellte Friedrich Schiller seine Untersuchungen der Kunst und der Schönheit an, für Schiller gelangt der Mensch nur durch Schönheit zur Freiheit.
Hegel versuchte in seinen Vorlesungen über die Ästhetik den Zweck der Kunst zu ergründen, er ging dabei aus vom Kunstbegriff des 19. Jahrhunderts. Er fragt nach dem Inhalt von Kunst über die reine Nachahmung der Wirklichkeit hinaus und sieht als einen Zweck der Kunst, „daß die Kunst die Wildheit der Begierden zu mildern die Fähigkeit und den Beruf habe“, kommt aber später zu dem Schluss, dass ja dann „das Kunstwerk nur als ein nützliches Werkzeug zur Realisation dieses außerhalb des Kunstbereichs selbständig für sich geltenden Zwecks Gültigkeit haben würde. Hiergegen steht zu behaupten, daß die Kunst die Wahrheit in Form der sinnlichen Kunstgestaltung zu enthüllen, jenen versöhnten Gegensatz darzustellen berufen sei“.
Eine ähnliche Ansicht vertrat später Martin Heidegger in seinem Aufsatz Die Frage nach der Technik, der darin auch die Kunst als das Rettende einer vom Gestell (der technisierten rationalen Welt, die auf Messbarkeit beruht, und nur quantitative Eigenschaften gelten lässt) existentiell bedrohten Menschheit ansah.
Aus der Kunst selbst wurden solcherlei Zielsetzungen allerdings immer wieder ganz bewusst hintergangen (z. B. Andy Warhol). Die autonome Kunst der Moderne ist durch zwei grundlegende Änderungen charakterisiert: Abkehr vom Mimesis-Prinzip, also von der Verpflichtung auf die Wirklichkeit als Maßstab der Nachahmung, und Ablehnung jeglicher externer Zweckbestimmung, auch religiöser oder ethischer Funktionsbestimmungen (wie etwa im 17. Jahrhundert).
Auch wenn der Kunst heute im Einzelfall vielfältige Aufgaben in der Gesellschaft zufallen mögen, so können weder ihr Nutzen, noch ihr Zweck außerhalb ihrer eigenen Kategorien abschließend definiert werden. Künstlerischer Ausdruck an sich ist nicht zweckgebunden, und ein Kunstwerk häufig zunächst dadurch identifizierbar, dass es keinem offensichtlichen Zweck dient.
So sieht auch das Grundgesetz mit seinem Grundsatz der Freiheit der Kunst keinen Zweck für diese vor.

## Rechtswissenschaft
In der Rechtswissenschaft wird das jeweilige Ziel bzw. der Sinn und Zweck einer Rechtsnorm (z. B. eines Gesetzes) oder einer Willenserklärung (z. B. eines Vertrages) als ratio legis (lat.; ‚Vernunft des Gesetzes‘) bezeichnet. Die entsprechende Methode der Rechtsauslegung ist die teleologische Auslegung, die zurückgeht auf den deutschen Rechtsgelehrten Friedrich Carl von Savigny (1779–1861).

### Antike Philosophie
- Aristoteles: Metaphysik. In. ders., „Philosophische Schriften“, Bd. 5, nach der Übersetzung von Hermann Bonitz bearbeitet von Horst Seidl. Hamburg: Meiner, 1995. ISBN 3-7873-1243-9.
- Platon: Sämtliche Dialoge. Hrsg. von Otto Apelt. Hamburg: Meiner, 1988. ISBN 3-7873-1156-4.

### Neuzeit
- Francis Bacon: Instauratio Magna. Novum Organum, sive Indicia vera de interpretatione naturae. 1620. Dt.: Franz Baco’s Neues Organon. Übersetzt, erläutert und mit einer Lebensbeschreibung des Verfassers versehen von J. H. von Kirchmann, Berlin: L. Heimann, 1870 (Philosophische Bibliothek, Bd. 32).
- René Descartes: Traité de l’homme. 1632. Posthum 1662 erschienen als De homine. Dt.: Über den Menschen. Übers. von Karl E. Rothschuh. Heidelberg: Lambert Schneider 1969.

In: „Gesamtausgabe“, Bd. 10, hrsg. von Petra Jaeger. Frankfurt a. M.: Vittorio Klostermann, 1997. ISBN 3-465-02914-3.
- Immanuel Kant: Kritik der Urteilskraft. 1790. In: ders., „Werke in zwölf Bänden“, Bd. 10. Hrsg. von Wilhelm Weischedel. Frankfurt a. M.: Suhrkamp, 1977.
- Immanuel Kant: Grundlegung zur Metaphysik der Sitten. In: ders., „Werke in zwölf Bänden“, Bd. 7. Hrsg. von Wilhelm Weischedel. Frankfurt a. M.: Suhrkamp, 1977.
- Christian Wolff: Philosophia rationalis sive logica. Frankfurt a.M, Leipzig: Renger, 1728. Nachdruck der Ausg. Helmstedt 1746 in: „Gesammelte Werke“, Bd. 6: Christiani Wolfii philosophia rationalis sive logica. Hrsg. von Johann Nicolaus Frobesius, Hildesheim, New York: Olm 1980. ISBN 3-487-06969-5.

### Ethik
- Thomas von Aquin: Summa theologica. 1266–1273. Dt.: Über sittliches Handeln (Summa theologica I-II q. 18–21). Einleitung von Robert Spaemann und mit Beiträgen von Rolf Schönberger, übers. von Rolf Schönberger. Stuttgart, Leipzig: Reclam, 2001. (Latein-Deutsch) ISBN 3-15-018162-3.
- Hans-Georg Gadamer: Hermeneutik I. Wahrheit und Methode. Grundzüge einer philosophischen Hermeneutik. Gesammelte Werke, Bd. 1. Tübingen: Mohr Siebeck, 1960. ISBN 3-16-145613-0.
- Immanuel Kant: Kritik der praktischen Vernunft. 1788. In: ders., „Werke in zwölf Bänden“, Bd. 7. Hrsg. von Wilhelm Weischedel. Frankfurt a. M.: Suhrkamp, 1977.
- Immanuel Kant: Grundlegung zur Metaphysik der Sitten. In: ders., „Werke in zwölf Bänden“, Bd. 7. Hrsg. von Wilhelm Weischedel. Frankfurt a. M.: Suhrkamp, 1977.
- Wilhelm Wundt: Ethik. Eine Untersuchung der Tatsachen und Gesetze des sittlichen Lebens. Stuttgart: F. Enke, 1912.

### Biologie
- Claude Bernard: Leçons sur la Chaleur Animale, Paris: J.-B. Baillière et fils, 1876.
- Claude Bernard: Definition de la Vie. Paris: J.-B. Baillière et fils, 1878.
- Charles Darwin: The Origin of Species. London: Murray, 1859.
- Ernst Cassirer: Developmental mechanics and the problem of cause in biology. In: E. Cassirer (Hrsg.), „The Problem of Knowledge“. New Haven: Yale University Press, 1950.
- Ernst Mayr: Animal Species and Evolution. Belknap Press of Harvard University, Cambridge, Mass. 1963.
- Margery L. Oldfield, Janis B. Alcorn (Hrsg.): Biodiversity: culture, conservation, and ecodevelopment. Boulder: Westview Press, 1991.
- Colin S. Pittendrigh: Adaptation, natural selection, and behaviour. In: A. Roe, G. G. Simpson (Hrsg.): „Behaviour and Evolution“, New Haven: Yale University Press, 1958, pp. 390–416. ISBN 0-300-00861-9.
- Stephen Toulmin: Kritik der Kollektiven Vernunft. Frankfurt a. M.: Suhrkamp, 1978. ISBN 3-518-28037-6.

### Kybernetik / Systemtheorie
- Heinz von Foerster, John D. White, Larry J. Peterson, John K. Russell (Hrsg.): Purposive Systems. Proceedings of the First Annual Symposium of the American Society Cybernetics. New York, Washington: Spartan Books, 1968.
- Ernst von Glasersfeld: Teleology and the Concept of Causation. In: „Philosophica“, Jg. 46, H. 2, Gent: 1990, pp. 17–43.
- Talcott Parsons: On Building Social Systems Theory: a Personal History. In: „Daedalus“, Vol. 99, Nr. 4, 1971.
- Gordon Pask: The meaning of cybernetics in the behavioural sciences (The cybernetics of behaviour and cognition; extending the meaning of „goal“). In: J. Rose (Hrsg.): „Progress of Cybernetics“. London, New York: Gordon & Breach, 1969, pp. 15–44.
- Arturo Rosenblueth, Norbert Wiener, Julian Bigelow: Behaviour, Purpose and Teleology. In: „Philosophy of Science“, Jg. 10, Chicago: 1943, pp. 18–24.
- Arturo Rosenblueth, Norbert Wiener: Purposeful and Non-Purposeful Behaviour. In: „Philosophy of Science“, Jg. 17, Chicago: 1950, pp. 318–326.
- Stephen Toulmin: Teleology in contemporary science and philosophy. In: „Neue Hefte für Philosophie“, Jg. 20, Göttingen: 1981, pp. 140–152.
- Niklas Luhmann: Zweckbegriff und Systemrationalität. Frankfurt a. M.: Suhrkamp 1968.

### Rechtswissenschaft
- Friedrich Karl von Savigny: System des heutigen Römischen Rechts, 1840, § 40.
- Till Bremkamp: Causa. Der Zweck als Grundpfeiler des Privatrechts, 2008.